# Frank Bangerter
Frank Bangerter (geb. 7. August 1963 in Lyss) ist ein Schweizer christkatholischer Theologe und Geistlicher. Am 14. September 2024 wurde er zum achten Bischof der Christkatholischen Kirche der Schweiz geweiht.
Frank Bangerter besuchte das Wirtschaftsgymnasium in Biel und studierte dann Betriebswirtschaft. Er arbeitete im Personalwesen und später bei der «Aids Info Docu Schweiz», bevor er sich zu einem Studium der Theologie entschloss. Reformiert getauft und konfirmiert, studierte er evangelische Theologie an der Universität Bern, wo er mit dem christkatholischen Theologieprofessor Urs von Arx in Kontakt kam. Mit 37 Jahren konvertierte er zur christkatholischen Kirche und absolvierte den zweiten Teil seines Studiums am Departement für Christkatholische Theologie. Er wurde 2009 zum Diakon und 2010 zum Priester geweiht.
2010–2024 arbeitete er als christkatholischer Pfarrer in der Kirchgemeinde Zürich, wo er für den Sprengel der Christuskirche verantwortlich war. 2023 wurde er in den Synodalrat der Christkatholischen Kirche der Schweiz gewählt. Am 24. Mai 2024 wählte ihn die 157. Session der Nationalsynode zum Bischof. Er übertraf im sechsten Wahlgang mit 90 Stimmen die erforderliche Zweidrittelmehrheit, nachdem zwei Mitbewerber um das Bischofsamt ihre Kandidatur zurückgezogen hatten. Die Bischofsweihe durch den Utrechter Erzbischof Bernd Wallet  fand am 14. September 2024 in der Kirche St. Peter und Paul in Bern statt. Als Siegelwort wählte er ein Zitat aus Psalm 18,30: »Mit meinem Gott überspringe ich Mauern.«
Frank Bangerter lebt mit seinem Partner in Grenchen.